# Newbury
Newbury is een civil parish in het bestuurlijke gebied West Berkshire, in het Engelse graafschap Berkshire. De plaats telt ruim 31.000 inwoners (2011). De stad is verbroederd met Eeklo (België).
Newbury ligt op 40 km van Oxford en is tegenwoordig vooral bekend van Newbury Racecourse, een paardenrenbaan.

## Geschiedenis
Al in het Mesolithicum was er een nederzetting op deze locatie, maar het huidige Newbury werd pas gesticht na de Normandische verovering van Engeland eind 11e eeuw, zoals ook wordt aangeduid door de naam (van "New Borough").
Er is in oude literatuur sprake van een gedurende de Anarchie (12e eeuw) gebouwd "Newbury Castle", maar het wordt betwijfeld of dat echt heeft bestaan.

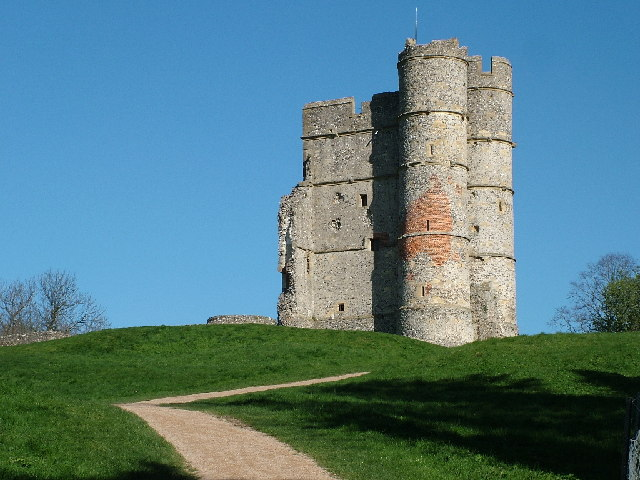
Donnington Castle, waarvan alleen het poortgebouw resteert

De plaats floreerde lange tijd door de textielhandel, maar verarmde sterk door de verschrikkingen van de Engelse Burgeroorlog: in 1643 vond dichtbij de Eerste Slag bij Newbury plaats en in 1644 de Tweede. Donnington Castle weerstond een beleg van 18 maanden en werd later na goedkeuring door het parlement grotendeels afgebroken.
In de 18e eeuw verbeterde de economie weer sterk. Newbury ligt ongeveer halverwege tussen Londen en Bath, waar rijke Londenaren toen de zomer wilden doorbrengen, en was daarom een goede plaats om te overnachten tijdens de tweedaagse reis. Er werden talloze koetsiersherbergen geopend, de ene nog luxueuzer dan de andere.
Na de opening van de Great Western Railway nam Newbury weer in belang af. Tussen 1942 en 1993 bevond zich ten zuidoosten van de Newbury de grote luchtmachtbasis RAF Greenham Common.

## Economie

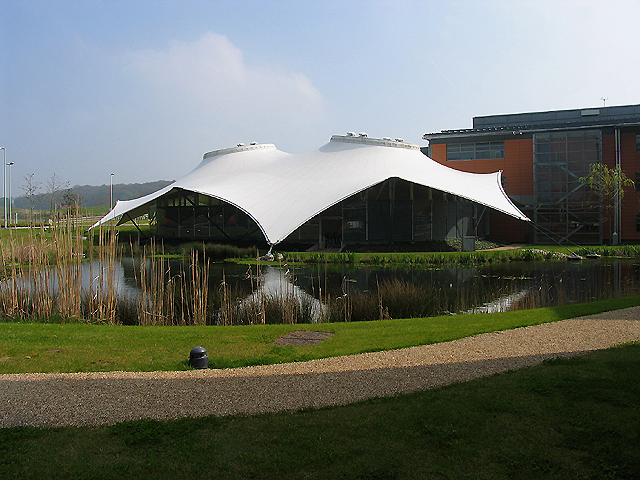
Kantoor van Vodafone in Newbury

De grootste werkgever in Newbury is tegenwoordig Vodafone, dat in een groot kantoor meer dan 6.000 mensen heeft ondergebracht.

## Infrastructuur
De rivier de Kennet, onderdeel van het Kennet and Avon Canal, stroomt door de plaats.
Newbury heeft twee stations aan de lijn van Reading naar Plymouth, Newbury en Newbury Racecourse.
Verder ligt Newbury aan de A4, traditioneel de weg van Londen naar het westen, maar die rol is nu overgenomen door de M4, die enkele kilometers ten noorden van Newbury loopt. Andere belangrijke wegen zijn onder meer de A34 en A339.

## Geboren in Newbury
- Richard Adams (1920-2016), schrijver (Watership Down / Waterschapsheuvel)
- Michael Bond (1926-2017), schrijver (Beertje Paddington)
- Luke Humphries (1995), darter

Aldermaston · Aldworth · Arborfield and Newland · Ashampstead · Barkham · Basildon · Beech Hill · Beedon · Beenham · Binfield · Bisham · Boxford · Bracknell · Bradfield · Bray · Brightwalton · Brimpton · Britwell · Bucklebury · Burghfield · Catmore · Chaddleworth · Charvil · Chieveley · Cold Ash · Colnbrook with Poyle · Combe · Compton · Cookham · Cox Green · Crowthorne · Datchet · Earley · East Garston · East Ilsley · Enborne · Englefield · Eton · Farnborough · Fawley · Finchampstead · Frilsham · Great Shefford · Greenham · Hampstead Norreys · Hamstead Marshall · Hermitage · Holybrook · Horton · Hungerford · Hurley · Inkpen · Kintbury · Lambourn · Leckhampstead · Midgham · Mortimer Common · Newbury · Old Windsor · Padworth · Pangbourne · Peasemore · Purley on Thames · Remenham · Ruscombe · Sandhurst · Shaw-cum-Donnington · Shinfield · Shottesbrooke · Sonning · Speen · St. Nicholas Hurst · Stanford Dingley · Stratfield Mortimer · Streatley · Sulhamstead · Sunningdale · Sunninghill and Ascot · Swallowfield · Thatcham · Theale · Tidmarsh with Sulham‎ · Tilehurst · Twyford · Ufton Nervet · Waltham St. Lawrence · Warfield · Wargrave · Wasing · Welford · West Ilsley · West Woodhay · Wexham Court · White Waltham · Winkfield · Winnersh · Winterbourne · Wokefield · Wokingham · Wokingham Without · Woodley · Woolhampton · Wraysbury · Yattendon